# Paulo Duarte Ribeiro
Paulo Duarte Ribeiro é um actor português. Frequência do 1º ano da Escola Internacional de Teatro de Lassaad em Bruxelas, Bélgica.

## Trabalhos

### Teatro
- Maio – Julho 2007 - É Por Aqui…?!, reposição da comédia de co-autoria com Sofia Duarte Silva e co-produção com Cartola Altair
- 2005/2006 - Cantor/Actor/Bailarino em "As lições de Pinóquio". Texto e encenação de Fernando Gomes, coreografia de Vitor Linhares e música de Alexandre Manaia e Rui melo, Produções Teresa Guilherme, Lisboa.[1]
- 2005/2006 - Actor em "Lost in Space " adaptado de " No alto mar " de Slawomir Mrozek, Kind of Black Box, Lisboa.
- 2004/2005 - Actor/Cantor em "É por aqui...", textos de Paulo Duarte Ribeiro e Sofia Duarte Silva, encenação colectiva, Teatro Estúdio Mário Viegas, Lisboa.
- 2004 - Actor/Cantor em "Morte e Vida Severina"[2] de João Cabral de Mello Neto, encenação de Silnei Siqueira, música de Chico Buarque, Casa do Artista, Lisboa.
- 2003/2004 - Actor em "A REVOLTA DOS BONECOS" de Maria Lucia Veiga, encenação de Rita Lello,Grupo de Teatro" A Barraca", Lisboa.
- 2003 - Actor e Cantor em "OS RENASCENTISTAS" de Helder Costa, encenação de Helder Costa, Grupo de Teatro" A Barraca", Lisboa.
- 2003 - Actor em "A AVENTURA DE ULISSES", encenação de António Feio, pela "Cultural kids", Teatro Maria Matos, Lisboa, e Centro Cultural Olga Cadaval, Sintra.
- 2003 - Actor em "O GATO DAS BOTAS" de Mário Jorge, encenação de Mário Jorge, teatro de Animação, " Os papa-léguas", Lisboa.
- 2003 - Actor em "A VIDRAÇA" de Jaime Salazar Sampaio, encenação de Claudio Hochman,sala

estúdio do Teatro da Trindade, Ciclo de Autores Portugueses, Lisboa.
- 2002/2003 - Actor/Cantor em "O PIRATA QUE NÃO SABIA LER" de José Jorge Letria, encenação de João Nuno Carracedo, produção " A Máquina", Lisboa.
- 2001/2002 - Actor em "PEER GYNT", de Henrik Ibsen, encenação de João Lourenço, movimento de Rita Judas e direcção musical de João Paulo Santos, Novo Grupo, Teatro Aberto, Lisboa.
- 2001 - Actor em "AS ALEGRES COMADRES" de William Shakespeare, encenação de Guilherme Filipe, Cassefaz, Teatro Maria Matos, Lisboa.
- 2001 - Actor em "BRANCA-FLOR", encenação de Pedro Wilson, Cultural Kids, Teatro Villaret, Lisboa.
- 2001 - Actor em "BARCAS - VIAGENS DE VIDA E MORTE", de Gil Vicente, encenação de Miguel Abreu, Cassefaz, Teatro Maria Matos, Lisboa.
- 2000/2001 - Actor em "MARAVILHAS E TONTICES DE UMA TAL MENINA ALICE", de Mário Jorge, encenação de Mário Jorge, Teatro " Os Papa Léguas ", Lisboa.
- 2000 - Actor no Espectáculo/Workshop "L’ENCLOS". Poema de Armand Gatti e encenação de Michel Simonot, integrado no XVII Festival Internacional de Teatro de Almada.
- 2000 - Actor em "QUE RELÍQUIA" de Eça de Queiroz, encenação de José Leitão, Teatro Art’imagem, Porto.
- 1999 - Cantor/actor em "CABARET DAS VIRGENS...OU TALVEZ NÃO". Encenação de Miguel Abreu, Cassefaz, Teatro Maria Matos, Lisboa.
- 1999 - Actor no espectáculo comemorativo dos 25 anos do "25 de Abril de 1974", "A MADRUGADA". Encenação de João Brites, Terreiro do Paço, Lisboa.
- 1999 - Encenador /Actor no espectáculo "QUADRUS", apresentado na Quinzena da Juventude de Almada e no Festival Cómico da Maia.
- 1999 - Actor na peça infantil "A MENINA DO MAR" de Sophia de Mello Breyner Andersen, encenação de Afonso Guerreiro,Lisboa.
- 1998/1999 - Cantor/Actor na peça infantil "O PIRATA QUE NÃO SABIA LER" de José Jorge Letria, encenação de João Nuno Carracedo, Teatro Estúdio Mário Viegas, Companhia Teatral do Chiado, Lisboa.
- 1998 - Actor/ cantor em "PEREGRINAÇÃO". Espectáculo diário da EXPO 98.Máquina de peregrinar " O Voo da cegonha " de José Manuel Castanheira, encenação de Paco Carrilo. Direcção e concepção do grupo de Teatro " O Bando ", Lisboa.
- 1997 - Actor/Cantor / Bailarino em "SWEENEY TODD" de Stephen Sondheim, encenação de João Lourenço, coreografia de Aldara Bizarro e direcção musical de João Paulo Santos, Teatro Nacional D. Maria II, Lisboa.
- 1996 - Actor em "O CONDE BARÃO", encenação de António Rama, grupo cénico do B. E.S:C.L., Lisboa
- 1995 - Actor em "TAC ..."; espectáculo criado e dirigido por Nuno Carinhas, Chapitô, Lisboa.
- 1995 - Actor em "ALAZON ..." de Plauto. Encenação de Yolanda Alves. Associação Cultural "Teatro de Papel", Almada.
- 1995 - Actor em "MESTRE UBU" de Alfred Jarry, encenação de José Wallenstein, coreografia de Bernardo Ricou e música de Nuno Rebelo. Chapitô Lisboa.
- 1995 - Intercâmbio Cultural (Portugal/Inglaterra) com "MESTRE UBU". Festival de Circo e Teatro de Leeds.
- 1995 - Actor em "CRIMES EXEMPLARES" de Max Aub, Dia Mundial do Teatro, Teatro Variedades, Parque Mayer, Lisboa.
- 1994 - Actor/Animador na abertura de LISBOA-CAPITAL EUROPEIA DA CULTURA,Praça do Comércio,Lisboa.
- 1994 - Actor na peça infantil "VIAGENS NA LACTILANDIA", encenação de António Rama, Grupo Cénico do B. E.S.C.L., Lisboa.
- 1991 - Actor em "AUTO PASTORIL PORTUGUÊS" de Gil Vicente, encenação de Jorge Parente, no I Festival Vicentino, organizado pelo Grupo de Teatro " A Barraca ", Cine-Arte, Lisboa.

### Televisão
- Zapping - RTP 2
- Sonhos Traídos - Telenovela - TVI 2002
- Floribella - SIC 2007
- Resistirei - SIC 2008
- Lucy - Professor Wannabe - SIC 2008
- Feitiço de Amor - TVI 2008 - polícia
- Ah Pois! Tá Bem - TVI 2014 - vários personagens
- Mar Salgado (telenovela) - SIC 2015 - funcionário do cemitério
- Santa Bárbara (telenovela) - TVI 2015 - polícia

### Cinema
- Al Berto - 2017
- Ruth - 2018

### Publicidade
- Anúncio/ televisão – EURO 2004/ Rádio Renascença

### Dublagens
(Voz e Direcção)
- "Digimons 1" – SIC
- "Digimons 2" – SIC
- "Digimon - O Filme"- SIC
- "Digimons Fronteira" – SIC
- "Digimons Protectores de Dados" – Canal Panda
- "Invasão América" – SIC
- "O Natal do ursinho Laranjinha" – TVI
- "As Pedras Mágicas" – SIC
- "As Aventuras de Jackie Chan " – SIC
- "Equipa de choque" - SIC
- "A Barata robot" – SIC
- "Transformers 1 e 2" – SIC
- "A Avó Detective"- RTP
- "A Carrinha Mágica" – RTP
- "Livro das Virtudes"- RTP
- "Expedições de Jacques Cousteau" - RTP
- "Yakari" – RTP
- "Wilbur e os seus amigos " – RTP
- "Futebol de Rua" – RTP
- "O pequeno Mozart" – RTP
- "As aventuras de Julio Verne" – RTP
- "Haikyuu!!" – SIC Radical

## Ligações Externas
- Paulo Duarte Ribeiro. no IMDb.